# Miguel Vázquez
José Miguel Vázquez Bautista (* 6. Januar 1987 in Guadalajara) ist ein mexikanischer Profiboxer und ehemaliger Weltmeister der IBF im Leichtgewicht.

## Boxkarriere
Er begann im Alter von 12 Jahren mit dem Boxsport und gewann 70 von 80 Amateurkämpfen, ehe er im Alter von 19 Jahren ins Profilager wechselte. In seinem Profidebüt am 20. Januar 2006 in Guadalajara, traf er auf den späteren Superstar Saúl Álvarez und unterlag diesem knapp nach Punkten. Anschließend gewann er 18 Kämpfe in Folge, darunter gegen 11 ungeschlagene Boxer. Im Juli 2007 boxte er in Kalifornien um die Jugendweltmeisterschaft der WBC im Halbweltergewicht, verlor jedoch gegen Timothy Bradley einstimmig nach Punkten. Auch im Rückkampf gegen Saúl Álvarez am 28. Juni 2008, musste er sich nach Punkten geschlagen geben.
Seinen bis dahin bedeutendsten Erfolg erzielte er am 17. Juli 2009 in Las Vegas, als er den ungeschlagenen Kolumbianer Breidis Prescott (21-0, 19 vorzeitig) über zehn Runden nach Punkten besiegte. Prescott war durch vorzeitige Siege gegen Amir Khan (18-0) und Humberto Toledo (33-5), zur Nummer 8 der Weltrangliste (Ring Magazine) aufgestiegen; Diese Platzierung ging nun automatisch an Vázquez über.
Am 14. August 2010 erhielt er einen Titelkampf um die vakante IBF-Weltmeisterschaft im Leichtgewicht, nachdem Nate Campbell der Titel aufgrund Überschreitung des Gewichtslimits aberkannt worden war. Er setzte sich dabei in Texas einstimmig nach Punkten gegen den Südkoreaner Ji-Hoon Kim (21-5, 18 K. o.) durch und verteidigte den Titel bereits dreieinhalb Monate später ebenfalls einstimmig gegen seinen Landsmann Ricardo Dominguez (32-6).
Am 12. März 2011 schlug er den unbesiegten australischen IBO-Weltmeister Leonardo Zappavigna (25-0, 17 K. o.) einstimmig nach Punkten und gewann drei Monate später durch K. o. in der zweiten Runde gegen Marlon Aguilar aus Nicaragua. Anschließend folgten Titelverteidigungen gegen Ammeth Diaz aus Panama (30-10), Marvin Quintero aus Mexiko (25-3) und Mercito Gesta von den Philippinen (26-0).
Im März 2013 sollte er eine Titel-Vereinigungschance gegen WBO-Weltmeister Ricky Burns erhalten, der Kampf kam jedoch aufgrund einer Erkrankung von Vázquez nicht zustande. Seine nächste Titelverteidigung bestritt er erst am 22. Februar 2014 gegen Denis Schafikow (33-0) und gewann einstimmig nach Punkten.
Am 13. September 2014 verlor er seinen WM-Titel durch Punktniederlage an Mickey Bey (20-1). Im März 2015 schlug er Jerry Belmontes (19-5) nach Punkten. Im November 2017 verlor er durch Knockout gegen Josh Taylor (10-0).